# Алкария (Фундан)
Алкария (порт. Alcaria) — район (фрегезия) в Португалии, входит в округ Каштелу-Бранку. Является составной частью муниципалитета Фундан. По старому административному делению входил в провинцию Бейра-Байша. Входит в экономико-статистический субрегион Кова-да-Бейра, который входит в Центральный регион.
Население составляет 1180 человек на 2011 год (в 2001 году было 1271 человек). Занимает площадь 21,51 км².